# Pycnomerus haematodes
Pycnomerus haematodes är en skalbaggsart som först beskrevs av Fabricius 1801.  Pycnomerus haematodes ingår i släktet Pycnomerus och familjen barkbaggar. Inga underarter finns listade i Catalogue of Life.